# Mangifera odorata
Mangifera odorata är en sumakväxtart som beskrevs av William Griffiths. Mangifera odorata ingår i släktet Mangifera och familjen sumakväxter. IUCN kategoriserar arten globalt som otillräckligt studerad. Inga underarter finns listade i Catalogue of Life.